# カヤン族 (ミャンマー)
カヤン族（ビルマ語: ကယန်းလူမျိုး）は、ミャンマーに居住する、チベット・ビルマ語派の少数民族であるカレンニー族のサブグループである。Lahwi（Padaungとも）、 Ka Khaung（Gekho）、Kadao、Lahta、Ka Ngan、Kakhi といった小グループに分類されるほか、ブウェ族などもカヤン族の一部とされることがある。

## 民族呼称
自称は「人・民」を表す「カヤン（Kayan）」である。カヤングループ内にはさらに派生した下位の部族社会（カカオ、カンガン、ラタ、ラウィー他）があり、そのうち真鍮リングを纏う部族はラウィーである。
首長族（Long-neck People）という呼称は民族名ではなく、観光誘致において便宜上使用される名称である。かつて英領植民地の行政官であったJ. G. スコット卿は、カヤン女性を「恐るべき装甲」と評し、またフランスの探検家V. D. ゴリッシュは「キリン女（femmes giraffes）」という蔑称を使って欧州に紹介している。イギリスに亡命したカヤン男性のパスカル・クー・トゥエは、自らの部族が「Long-neck People」ではなく「Brass Coilling Tribe（真鍮巻部族）」という英称で呼ばれるべきであるとする。
シャン族（タイヤイ族）は彼らを「パダウン（Padawn）」と呼ぶが、この呼称はビルマ語訛であり、タイ側に渡ると「パドゥン（Padaung）」と発音が変化して呼ばれる。「首長族＝パドゥン族」という名称が広く一般化したのには、移動先のタイ・メーホンソーン県の土地柄が関係する。メーホンソーン県内に居住する人々の80%が、ミャンマーのシャン州に連続するタイヤイ族（シャン族）であるため、現地ガイドの説明やガイドブックを通じ、タイヤイ称が観光客に広く知れ渡ったのである。マヒドン大学のS. ブルッサパットとS. カムムアングによれば、「パドゥン 」という語はシャン語（タイヤイ語）に由来し、「Paay（目印・看板）」と「Thaung（金）」が連接して複合名詞化する段で内連声を起こし「Padaung (Padawn)」となったという。
現在のタイ語では、「首長カレン」の意味を持つ「カリアン・コー・ヤーオ（Kariang Kho Yaaw）」が一般的である。カレンニー（カヤー）語では「レークー（Lekeu）」という他称で呼ばれることがある。

## 民族概要
首長族とは、亜熱帯の大陸部東南アジア山間部に居住し、半農半狩猟を生業にする山地民である。とりわけ首を長く見せる風習を持つことで世界に知られる。ミャンマー連邦内ではカヤー州（旧カレンニー州）とシャン州に暮らし、タイ王国では、メーホンソーン県内三箇所と、北部（チェンマイ県とチェンラーイ県）の観光化された各民族村に暮らす。生活様式一般がカレン系諸部族と酷似していることから、首長族はしばしばカレンニー（赤カレン）一支族に見なされることがあるが、実態は未解明のままである。民族の起源はチベットと言われ、その後に中国雲南地域を経て現在のミャンマーに移住したと推測されるが、文字を持たない文化であったため、確証を得る証拠（一次資料）は残っておらず、口頭伝承とフォークソングがルーツ解明の鍵になるものと思われる。

### 人口
ミャンマーとタイを合算した総人口は30,000人とも40,000人とも言われるが、民族範疇がはっきりしないことに加え、タイとミャンマーを行き来している者がいることや、ミャンマー側の統計が怪しいことなどから実数は判明していない。

### 言語
彼らの言語はチベット・ビルマ語族に属する。民族内の会話ではカヤン語を使い、文字はビルマ文字を使用する。現在に至り、ミャンマー域内ではカレン系他部族に対してカレンニー語を使い、ビルマ族系グループとの折衝時はビルマ語を使用する。タイ側と通商を行う者や、タイ領に避難したグループの中には流暢なタイ語話者が数多く存在し、もちろんタイ文字も理解するが、反面、民族語（カヤン語）の分からない若い人も増えつつある。

### 衣
衣装束はカレン系と酷似しており、上半身に白を基調とした袖なし寸胴型上衣を羽織り（子供を除く）、下半身には黒い筒型スカートを腰に纏う。伝統色では無いようであるが、タイ育ちの若年層には赤・黒色系で統一していることがある。女性は首以外にも、両膝下に真鍮コイルを巻き、両腕には銀色のアルミニウム製の輪を4個から10個ほどはめている。高齢女性には首輪を際立たせるため前髪を短髪にする者が多く、若い女性はカラフルな色彩の鉢巻と銀の簪で後髪をまとめている女性が多い。一方、同集団の男性も装束は他のカレン部族に酷似しているが、着用する機会が祭事に限られるため、普段は一般的なビルマ人、タイ人と変わらない現代的な服装である。

### 食
主食は米。豚肉や鶏肉（祭祀に使われる鶏はとりわけ神聖なる物と考える）を好む一方、モグラやセンザンコウも好物である。調理法は主に「焼く」か「煮る」のどちらかで、カヤン料理に「炒める」「揚げる」ものは基本的にない。料理には野菜、ハーブ、香辛料を多用し、辛くて塩気の強い料理を好む。

### 住
カレン系他部族同様、住居は葺屋根の高床建物で、2階建てが一般的である。以前はチーク材が用いられていたが、現在は経済的な理由から竹築が主流である。上階に昇る階段は陽射し側とする。竈と厠は屋外に据え付けられる。家屋の敷地内には土地神を祭る祠を建て、穀物や香辛料を育てる家庭菜園もある。

## 宗教
彼らの大多数が信奉するのは自然精霊（チュー・カーン・ブェ・チャ）を崇めたアニミズム（精霊信仰）である。様々な祭祀の時、シャーマンが鶏がらを使用して吉兆を占うのが特徴である。
一年に一度、4月の上旬のタイ・ミャンマー新年期間に精霊の最高神ティッを祀る「カン・クワーン祭（柱祭）」が執り行われる。
アニミズムを信仰するが、ミャンマー側では反ビルマ反仏教の立場から一部キリスト教徒化しており、タイ側ではタイ人との同化を求めた上座部仏教徒化が顕著である。

## 首部構造
首長族と呼ばれるものの、正確には首が伸びているのではなく、幼少時から徐々に真鍮コイルを増やしていく過程で「コイルの上圧が下顎を平板化させ、下圧が鎖骨を沈下させ」、肩の位置が下がることで極端な撫で肩となり、真鍮リングを纏うことにより「首部が際立って見えることから」、首長族と呼ばれるのである。カヤン女性の首部に関し、医師であったR.ローフとJ.A.カシシアンの二人が、生態学的に立証している。タイ側では画家であったJ. ロークゲムが、「首は伸びていない」とする仮説の絵画（うち数点は民族村各所でコピーを購入することが出来る）を描くことで、真実の生態の説明を試みようとしたことがある。人類学者のブルッサパットらもカヤンの風説には「幻影でしかない」と反駁している。

### ローフ[7]
1961年、M.ラオ医師のX線写真を用いて分析を行ったローフは、首部の伸長説に対し、「頸部の伸長が真実ではないことが判明した」と述べている。

### カシシアン[8]
カヤンへの誤解を端的に示すものに、「首輪を外すと頭部の重みに耐えられなくなり、首が折れて死んでしまう」という風説がある。1979年、これに対しカシシアンは、「生態学的な検証を行ったならば、首輪を外した者が生命を落とすことなどありえない。なぜなら、身体には（首輪の装着によって）新しい筋肉が形成されているからである。首部の支えを可能にするには、新しい筋肉が形成されるまで（一定期間）首に（首輪を）巻いて置くことが必要である」と述べる。首部の筋肉が増強されていることについてカシシアンは、「別に不思議なことではない」とも述べている。

## 首長伝説
カヤンが首を長く見せる理由には以下の通り口頭伝承が諸説あるが、どの説も信憑性を欠いており、現代の認識ともズレがある。

### 現代の認識
「首を長く見せる行為」とは、言うなれば一種の「身体改造」であるが、現代の彼ら自身は伝統と認識し、とりわけタイ側のカヤンは観光収入のための文化と理解し、その理由に言及してもあまり意味がない。一方、ミャンマー側では、キリスト教の洗礼を受けた首長族の女性の多くは真鍮の首輪を外してしまったと言われているが、詳細は不明である。

## 首長族観光
タイ・メーホンソーン県において「首長族観光」できる村落は以下の3箇所である（※2018年1月現在：1バーツ=3.45円換算、料金は季節や経済状況で異なることがある）。入村料は年々値上がりしているほか、観光地化されている。

### メーホンソーン県[10]
| ナイソーイ新村（メーホンソーン市パーンムー地区）… 中心部から北に向かって車かバイクで1時間ほどかかる峻険な高台にある。途中、増水すると河になる堰を渡り、村落手前3kmは崖上の未舗装道になるなどアドベンチャー的な道程である。難民キャンプに隣接した立地上、入村時には国境警備隊デスクでの署名が必要であったが、最近では適当になりつつある。中等教育の学校が存在し、他の村からの中学生や高校生が集う。入村料500バーツ。バイクで転倒する個人観光客が続出しているため、現地ツアーを利用するのが賢明。 |

| フアイスアタオ村（メーホンソーン市パーポーン地区）… 中心部から最も至近で、自動車かバイクで30分程度の距離にある。別名「首長カレン集落観光センター」。すべて舗装道だが雨季には道中10箇所の小川を渡らなければならないため、車利用のツアー客がほとんどだが、乾期であればバイクでも問題はない。村落は完全に観光地化され、土産物が豊富にある。高齢者と小学生以下の子供が主流だが、下掲のフアイプーケン村への移住が推奨されているため、フアイスアタオ村の人口は減少する傾向にある。入村料500バーツ。観光客には無難な場所。 |

| フアイプーケン村（メーホンソーン市パーポーン地区）… バイクか車で中心部を南下し、パーイ河の船着場でロングテールボートに乗り換える。総所要時間は約1時間程度。首長族観光村の中では、人口が一番多く広大だが、最も不都合かつ危険な地域。かつての居住区域であったナムピアンディン村がミャンマー軍の急襲で燃失する事態に陥り、多くの住民はこのフアイプーケンに避難した。秘境の中の難民村落の暮らしやNGO活動を観察でき、メーホンソーン名物のブアトーン(メキシカンひまわり)の丘へも行ける。ボート代(フアイプーケン村見学だけなら500バーツ、ナムピアンディン国境見学を兼ねると700バーツ)に加え、入村料500バーツ。 |

タイ北部では、メーホンソーン県外にも「首長族観光」が可能な村落が多数存在しており、さらに建設中の民族村もある。

### チェンマイ県
（チェンマイから近い順）
| 農業生態山地民村またはトーンルアン村（メーリム郡メーレム地区） |

| フアイチョムプー村（メーテーン郡メーテーン地区） |

| 民族協働村またはフアイサーン村（メーアーイ郡メーサー地区） |

### チェンラーイ県
| 民族学習センターまたはターカオプルアック村（チェンラーイ市ナーンレー地区パーオー集落） |

| ヤパー村（チェンラーイ県メーファールアン郡メーサロン地区）谷間にある村 |

### ミャンマー連邦
| 首長カレン村（シャン州タチレーク郡）コンクリート舗装のこぢんまりとした観光村 |

| インレー湖（シャン州ニャウンシュエ郡）他の村と違って、20アメリカドル前後～の翡翠や貝殻などのお土産が多い。カヤンは、常時５人ほど。 |

## 人間動物園
2008年1月、UNHCR（国連難民高等弁務官事務所）はタイの首長族観光が「人間動物園」だとし、ボイコットを呼びかけているとBBCは報道した。難民に認定されているカヤン500名のうち20名は、受け入れを表明したニュージーランド及びフィンランドへの第三国定住を希望申請していた。しかし、タイ政府が「彼らは難民に該当せず」として彼らの出国を拒否したのを受けて、BBCはその現状を批判的に伝えている。また人権団体やNGOなども、チェンマイやチェンラーイに建設された民族村で「カヤンが人権を無視され、違法に軟禁されている」と弾劾訴訟を起こしたが、タイの裁判所は「正規の労働許可証を有しているため違法性が認められない」として2003年に無罪判決を下している。人道主義を謳うUNHCRやNGOと観光産業を重視するタイ当局の間には「難民か移住労働者か」という確執があることは確かであるが、難民条約に加盟しないタイへの強制力はない。しかし、日本の識者の間でも難民を用いた非人道的な観光開発であるという批判的な意見が出ている。現在、争議の解決に向けてアメリカが乗り出しており、難民キャンプでの仮滞在を条件にカヤンの一部には第三国定住が認められつつある。

## 首長族に関する研究
首長族カヤンは、興味深い風習を持つ民族としてしばしばメディアに取り上げられているが、現地での調査上の制限や限界も手伝い、その実態解明には至っていないのが現状である。また、観光客による様々な誤解や偏見によって彼らの文化が語られることも多い（例えば、真鍮の首輪を外すと頭部の重みで首が折れて死んでしまうなど）。いずれにせよ、カヤンに関する研究は生態学を除くと蓄積されているとは言いがたく、人類学的な研究では山地民の一部としての断片的記述に留まる傾向にあり、言語すら解明されていない。社会学者に至ってはガイドブックや噂の域を出ないものが見受けられる。民族誌に近いモノグラフとしては、ブルッサパットとカムムアングによる共著（ただしタイ語）があるが、細述に乏しいのに加え、出典の不明瞭さが難としてある。この論文の中でブルッサパットとカムムアングは、ミャンマー域内には他にも「首長」の風習を持つ集団がいることに言及している。また、NGOの白人宣教師たちは難民化したカヤンのためにタイ領の村落内に教会を建設しているが、カヤンの中に仏教徒が数多く存在している事実を知りながら仏教寺院を建設しないことに、二人は異議を唱えている。